# Muslim Gamsatowitsch Gadschimagomedow
Muslim Gamsatowitsch Gadschimagomedow (russisch Муслим Гамзатович Гаджимагомедов, englisch Muslim Gamsatovitch Gadzhimagomedov; * 14. Januar 1997 in Nitilsuch, Dagestan) ist ein russischer Boxer im Schwergewicht aus der Ethnie der Awaren.

## Amateurkarriere
Gadschimagomedow wurde 2015 Russischer Jugendmeister im Halbschwergewicht und gewann im selben Jahr in dieser Gewichtsklasse auch die Jugend-Europameisterschaft in Kołobrzeg.
2016 wurde er mit einem Finalsieg gegen Pawel Siljagin erstmals Russischer Meister der Erwachsenen im Halbschwergewicht und gewann nach einer Finalniederlage mit 2:3 gegen Andrei Arădoaie den Vizemeistertitel bei der U22-Europameisterschaft 2017 in Brăila. Einen weiteren Vizemeistertitel gewann er bei der Europameisterschaft 2017 in Charkiw, nachdem er im Finale gegen Joe Ward unterlegen war. Mit diesem Erfolg war er für die Weltmeisterschaft 2017 in Hamburg qualifiziert, wo er im Achtelfinale der Halbschwergewichtsklasse gegen Bektemir Meliqoʻziyev ausschied.
Anschließend stieg er in das Schwergewicht auf und wurde 2018, durch einen Finalsieg gegen Sadam Magomedow, Russischer Meister. Im Anschluss gewann er auch die U22-Europameisterschaft 2018 in Târgu Jiu, sowie mit Siegen gegen Victor Schelstraete, Aziz Mouhiidine, Toni Filipi und Uladsislau Smjahlikau auch die Europaspiele 2019 in Minsk. Bei der anschließenden Weltmeisterschaft 2019 in Jekaterinburg drang er mit Siegen gegen Berat Acar, David Nyika, Cheavon Clarke und Radoslaw Pantalejew in das Finale vor, wo er beim Kampf um die Goldmedaille Julio Castillo bezwang. Als amtierender Weltmeister gewann er dann auch mit einem finalen Sieg gegen Enmanuel Reyes das olympische Qualifikationsturnier in Paris und war damit für die Olympischen Spiele 2020 in Tokio qualifiziert, welche jedoch erst 2021 ausgetragen wurden. Dort besiegte er Abdelhafid Benchabla, Ammar Abduljabbar und David Nyika, verlor jedoch im Finalkampf gegen Julio César La Cruz. Darüber hinaus war er 2020 und 2022 erneut Russischer Meister im Schwergewicht.
2023 in Taschkent setzte er sich jeweils gegen Soheb Bouafia, Han Xuezhen, Keno Machado, Lazizbek Mullajonov sowie Aziz Mouhiidine durch und errang damit seinen zweiten Weltmeistertitel im Schwergewicht. 2024 gewann er zudem die Europameisterschaft in Belgrad; er schlug dabei im Finalkampf Narek Manasyan.

## Profikarriere
Simultan zu seinen Erfolgen im Amateurbereich startete er 2021 seine Profikarriere und siegte 2023 in Dubai gegen Artur Mann und 2024 in Ufa gegen Leon Harth.

## IBA Pro Series
Bei der semiprofessionellen IBA Pro Series, in welcher Kämpfe zwischen aktuellen und auch inzwischen in das Profilager gewechselten Amateurstars unter speziellen Regeln organisiert werden, siegte Gadschimagomedow in der ersten solchen Champions’ Night am 11. Dezember 2022 in Abu Dhabi gegen den Spanier Enmanuel Reyes. Am 26. August 2023 siegte er dann in Serpuchow auch gegen den Kubaner Julio César La Cruz. Bei einem als offiziellen Profikampf gewerteten Duell im Hauptkampf der Champions’ Night am 12. Juli 2024 in Serpuchow siegte er vorzeitig gegen den Chinesen Zhaoxin Zhang und gewann damit den WBA-Weltmeistertitel im 2023 vom Verband anerkannten Bridgergewicht.